# شاي آرا
شاي آرا شخصية خيالية بالقصص المصورة والتلفزونية.